# João Neiva
João Neiva est une municipalité brésilienne située dans l'État de l'Espirito Santo.